# Сін Є Ин
У цьому корейському імені прізвище (Сін) стоїть перед особовим ім'ям.
Сін Є Ин (кор.: хангиль: 신예은, ханча: 辛睿恩; нар. 18 січня 1998) — південнокорейська акторка, найбільш відома своєю роллю в вебсеріалі «Вісімнадцять» і його продовженні «Вісімнадцять 2». Також вона знялася в телесеріалах «Психометрик», «Ласкаво просимо», «Більше ніж друзі», «Слава», «Чужа помста» та «Таємний прихисток романтиків».

## Раннє життя
Станом на серпень 2018, Є Ин навчається в Університеті Сонгюнгван на спеціальності «Сценічне Мистецтво».

## Кар'єра

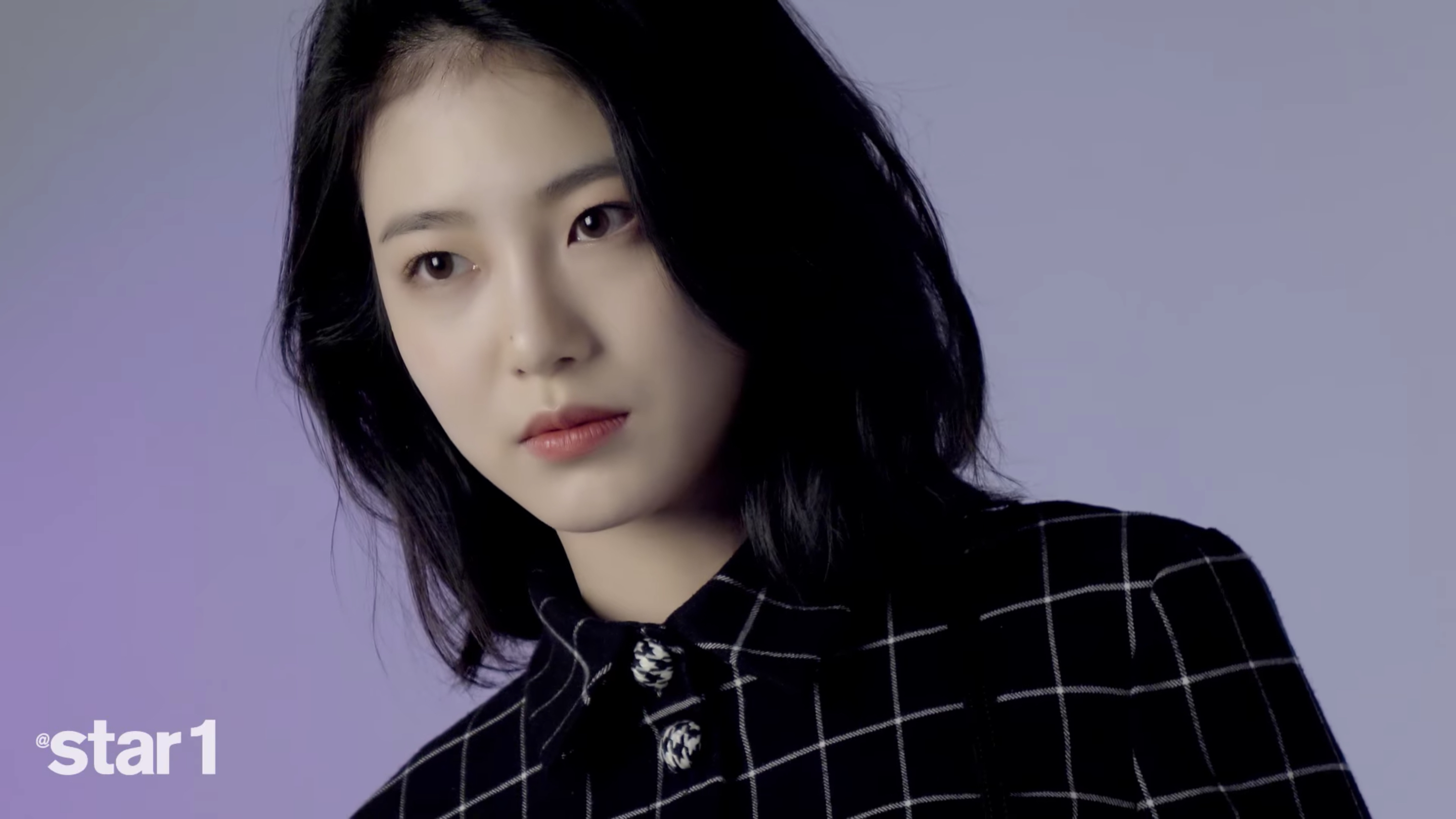
Сін Є Ин для журналу At Style у лютому 2019 року

Є Ин з'явилася як модель для обкладинки 840 номеру корейського студентського журналу «Техак Неіль» (кор. 대학내일) у 2018 році. Невдовзі вона дебютувала як акторка у вебсеріалі «Вісімнадцять» 2018 року. У серпні 2018 року Є Ин підписала контракт з JYP Entertainment; згодом вона з'явилася у відеокліпі «Shoot Me» колег по агентству DAY6.
У 2019 році Є Ин отримала свою першу головну роль у фентезійному телесеріалі «Психометрик», де вона зіграла разом із Пак Чін Йоном. Вона також повторно зіграла свою роль То Ха На у другому сезоні «Вісімнадцять 2». У липні 2019 року агентство JYP Entertainment оголосило про зміни в управлінні акторами, підтвердивши, що воно буде керувати спільно з новою стартап-компанією NPIO Entertainment, внаслідок, чого Сін Є Ин перейшла під сумісне управління з агентства NPIO Entertainment. З липня 2019 по липень 2020 року вона вела музичну програму «Music Bank» із Чхве По Міном із Golden Child.
У 2020 році вона знялася у «Ласкаво просимо» каналу KBS2 разом із Кім Мьон Су.
У 2021 році вона взяла участь у записі пісні «La Rosa» з другого міні-альбому «Noir» виконавця U-Know, який вийшов 18 січня 2021 року. Починаючи з листопада 2021 року, вона приєдналася до радіошоу «Збільшити гучність» як діджейка після того, як Кан Хан На полишила програму.
У 2022 році Є Ин зробила особливу появу в оригінальній драмі TVING «Клітини мозку Юмі 2». Пізніше в липні вона приєдналася до платформи Bubble for Actors. Пізніше в листопаді Є Ин з'явилася в драмі «Чужа помста», яка транслювалася на платформі Disney+.
У 2023 році Є Ин знялася в історично-романтичному телесеріалі «Таємний прихисток романтиків» каналу SBS разом із Рьоуном.

## Дискографія

### Сингли
| Назва                                                                              | Рік                   | Пікові позиції в чартах | Альбом                               |                       |                       |
| Назва                                                                              | Рік                   | КОР                     | Альбом                               |                       |                       |
| Як гостьова артистска                                                              | Як гостьова артистска | Як гостьова артистска   | Як гостьова артистска                | Як гостьова артистска | Як гостьова артистска |
| ---------------------------------------------------------------------------------- | --------------------- | ----------------------- | ------------------------------------ | --------------------- | --------------------- |
| «La Rosa» (불면) (U-Know разом із Сін Є Ин)                                        | 2021                  | —                       | «Noir»                               |                       |                       |
| Поява у саундтреках                                                                |                       |                         |                                      |                       |                       |
| «Shooting Star» (별똥별)                                                           | 2020                  | —                       | «Welcome OST»                        |                       |                       |
| «Daydream» (백일몽)                                                                | 2023                  | —                       | «The Secret Romantic Guesthouse OST» |                       |                       |
| «—» позначає пісні, які не потрапили в чарти або не були випущені в цьому регіоні. |                       |                         |                                      |                       |                       |

## Фільмографія

### Фільми
| Рік          | Назва                  | Роль  | Замітки      | Прим.  |
| ------------ | ---------------------- | ----- | ------------ | ------ |
| В очікуванні | «Таємниця невимовного» | Ін Хі | Головна роль | [ 21 ] |

### Телесеріали
| Рік  | Назва                                                   | Роль       | Замітки                        | Мережа | Прим.  |
| ---- | ------------------------------------------------------- | ---------- | ------------------------------ | ------ | ------ |
| 2019 | «Психометрик»                                           | Юн Че Ін   | Головна роль                   | tvN    | [ 22 ] |
| 2020 | «Ласкаво просимо»                                       | Кім Соль А | Головна роль                   | KBS2   | [ 12 ] |
| 2020 | «Більше ніж друзі»                                      | Кьон У Йон | Головна роль                   | JTBC   | [ 23 ] |
| 2021 | «Спеціальна драма KBS: Вплив однієї ночі на розлучення» | О Джін     | Головна роль (одноактна драма) | KBS2   | [ 24 ] |
| 2023 | «Таємний прихисток романтиків»                          | Юн Тан О   | Головна роль                   | SBS    | [ 25 ] |

### Вебсеріали
| Рік       | Назва                 | Роль              | Замітки                       | Платформа                                   | Прим.  |
| --------- | --------------------- | ----------------- | ----------------------------- | ------------------------------------------- | ------ |
| 2018      | «Вісімнадцять»        | То Ха На          | Головна роль                  | - V Live, Naver TV Cast - YouTube, Facebook | [ 4 ]  |
| 2019      | «Вісімнадцять 2»      | То Ха На          | Другорядна роль               | - V Live, Naver TV Cast - YouTube, Facebook | [ 8 ]  |
| 2022      | «Копи-новачки»        | Чан Со Йон        | Камео (с. 1)                  | Star                                        | [ 26 ] |
| 2022      | «Клітини мозку Юмі 2» | Ю Та Ин           | Камео (сезон 2)               | TVING                                       | [ 27 ] |
| 2022      | «Чужа помста»         | Ок Чхан Мі        | Головна роль                  | Disney+                                     | [ 18 ] |
| 2022–2023 | «Слава»               | Пак Йон Чін (юна) | Другорядна роль (частина 1–2) | Netflix                                     | [ 28 ] |

### Телевізійні шоу
| Рік       | Назва                       | Роль   | Замітки                          | Мережа | Прим.  |
| --------- | --------------------------- | ------ | -------------------------------- | ------ | ------ |
| 2019–2020 | «Music Bank»                | Ведуча | з Чхве По Міном (серії 986—1037) | KBS2   | [ 10 ] |
| 2022      | «Відкрито 600-літню дорогу» | Ведуча | з Чон Чін Йон                    | KBS2   | [ 29 ] |

### Як ведуча
| Рік  | Назва                       | Замітки            | Мережа | Прим.  |
| ---- | --------------------------- | ------------------ | ------ | ------ |
| 2020 | «Фестиваль пісень KBS 2020» | з Чха Ин У та Юнхо | KBS2   | [ 30 ] |

### Поява у музичних відео
| Рік  | Назва пісні          | Виконавець      | Прим.  |
| ---- | -------------------- | --------------- | ------ |
| 2018 | «Shoot Me»           | DAY6            | [ 31 ] |
| 2019 | «Right» (feat. SOLE) | Brown Eyed Soul | [ 32 ] |

### Радіопередачі
| Рік       | Назва                           | Замітки                                    | Мережа                   | Прим.         |
| --------- | ------------------------------- | ------------------------------------------ | ------------------------ | ------------- |
| 2021–2022 | «Збільшити гучність з Сін Є Ин» | 1 листопада 2021 року — 31 липня 2022 року | KBS Cool FM, U-KBS Music | [ 33 ] [ 34 ] |

## Рекламний посол
| Рік  | Кар'єра                                       | Прим.  |
| ---- | --------------------------------------------- | ------ |
| 2019 | 21-й Міжнародний фестиваль анімації у Пучхоні | [ 35 ] |

## Нагороди та номінації
| Церемонія нагородження                | Рік  | Категорія                                          | Номінант / Робота                                       | Результат | Прим.         |
| ------------------------------------- | ---- | -------------------------------------------------- | ------------------------------------------------------- | --------- | ------------- |
| Премія азійська модель                | 2020 | Новачок року                                       | Сін Є Ин                                                | Перемога  | [ 36 ]        |
| Телевізійна премія «Блакитний дракон» | 2023 | Найкраща нова акторка                              | «Чужа помста»                                           | Перемога  | [ 37 ] [ 38 ] |
| Премія «Бренд року»                   | 2019 | Висхідна зірка                                     | Сін Є Ин                                                | Перемога  | [ 39 ]        |
| Премія KBS драма                      | 2020 | Найкраща нова акторка                              | «Ласкаво просимо»                                       | Перемога  | [ 40 ]        |
| Премія KBS драма                      | 2021 | Найкраща акторка спеціальної драми / ТБ кінотеатру | «Спеціальна драма KBS: Вплив однієї ночі на розлучення» | Номінація | [ 41 ]        |
| Розважальна премія KBS                | 2019 | Найкраща пара (разом із Чхве По Мін)               | «Music Bank»                                            | Перемога  | [ 42 ]        |
| Розважальна премія KBS                | 2019 | Найкраща нова учасниця                             | «Music Bank»                                            | Номінація |               |
| Премія корейської драми               | 2019 | Нагорода «Зірка року»                              | «Психометрик»                                           | Перемога  | [ 43 ]        |
| Фестиваль реклами телерадоімовлення   | 2023 | Нагорода «Новачок»                                 | Сін Є Ин                                                | Перемога  | [ 44 ]        |

## Виноски
1. ↑  Пісня увійшлая як до синглу під назвою «Welcome (Original Television Soundtrack), Part 12», так і до повного альбому під назвою «Welcome (Original Television Soundtrack) Special».
2. ↑  Пісня увійшлая як до синглу під назвою «The Secret Romantic Guesthouse (Original Television Soundtrack), Part 2», так і до повного альбому під назвою «The Secret Romantic Guesthouse (Original Television Soundtrack)».